# 7 Years and 50 Days
7 Years and 50 Days é o segundo álbum de estúdio da banda alemã de dance music Groove Coverage. O álbum foi lançado em 29 de março de 2004 pela gravadora alemã Urban e chegou a 15ª, 12ª e 9ª posições nas Germany Albums Chart, Austria Albums Chart e Indonesia Albums Chart respectivamente.

## Faixas
1. "Poison" - 3:05
2. "7 Years and 50 Days" (Radio Edit) - 3:45
3. "Remember" - 3:18
4. "Runaway" - 3:05
5. "I Need You vs. I Need You" - 5:41
6. "The End"  - 3:38
7. "Force of Nature" - 3:06
8. "When Life" - 4:05
9. "Home" - 3:17
10. "7 Years and 50 Days" (Album Version) - 3:18
11. "Can't Get Over You" - 3:24
12. "The End" (Special D Remix) - 3:45
13. "Not Available" - 4:40
14. "??? - Fragezeichen" - 3:50 (versão anterior de "She", sem letra)
15. "God Is A Girl" (faixa bônus da segunda edição) - 3:37